# Ben Cramer
Pour les articles homonymes, voir Cramer.
Bernardus Kramer, mieux connu sous le nom Ben Cramer, né le 17 février 1947 à Amsterdam, est un chanteur et acteur néerlandais.
Il est entre autres connu pour avoir représenté les Pays-Bas au Concours Eurovision de la chanson 1973 à Luxembourg avec la chanson De oude muzikant, avec laquelle il termine 14e sur 17.

## Discographie
- 1967 : Zai zai zai